# Vadim Šipačëv
Vadim Aleksandrovič Šipačëv (in russo Вадим Александрович Шипачёв?; Čerepovec, 12 marzo 1987) è un hockeista su ghiaccio russo.

## Palmarès

### Olimpiadi
- 1 medaglia[1]:
  - 1 oro (Pyeongchang 2018)

### Mondiali
- 4 medaglie[2]:
  - 1 oro (Bielorussia 2014)
  - 1 argento (Repubblica Ceca 2015)
  - 2 bronzi (Russia 2016; Germania/Francia 2017)